# Evelyn Waugh
Arthur Evelyn St. John Waugh (bolje znan kot Evelyn Waugh), angleški častnik, diplomat in pisatelj, * 28. oktober 1903, London, † 10. april 1966.
Waugh velja za enega največjih mojstrov angleške književnosti 20. stoletja. Njegovo najbolj znano delo je trilogija Meč časti, katere zgodba je postavljena v obdobje druge svetovne vojne. Pri pisanju je s pridom uporabil lastne izkušnje kot pripadnik britanske vojske, pa tudi opažanja s potovanj in v stikih s številnimi znanci.
Tudi njegov brat Alec in sin Auberon sta bila pisatelja.